# Dieter Bernhardt (Fußballspieler)
Dieter Bernhardt (* 24. Dezember 1952) ist ein ehemaliger deutscher Fußballnationalspieler, der im Oktober und November 1979 die letzten drei Länderspiele einer Deutschen Amateurnationalmannschaft bestritten hatte.

## Karriere

### Vereine
Hervorgegangen aus der Fußballabteilung des SC Maisach aus der gleichnamigen Gemeinde im Landkreis Fürstenfeldbruck, entwickelte sich Bernhardt auf der Position des Liberos ab der Saison 1975/76 beim Bayernligisten SC Fürstenfeldbruck zu einem herausragenden Fußballer. Am Saisonende 1979/80 gewann er mit der Mannschaft die Meisterschaft in der Landesliga Süd. Des Weiteren bestritt er am 30. August 1980 das mit 1:4 verlorene DFB-Pokal-Erstrundenspiel gegen Eintracht Braunschweig.
Nach dem Abstieg des SC Fürstenfeldbruck am Ende der Saison 1981/82 feierte der mit guter Technik und viel Übersicht ausgestattete Bernhardt mit seiner neuen Mannschaft, den Amateuren des FC Bayern München, in den Jahren 1983 und 1984 zweimal die Vizemeisterschaft in der Amateur-Oberliga Bayern und erreichte mit ihr 1983 auch das Finale um die Deutsche Amateurmeisterschaft, das mit 0:2 gegen den FC Homburg verloren wurde. Ferner kam er sowohl am 28. August 1982, beim 5:3-Sieg n. V. gegen die Amateure von Werder Bremen in der 1. Hauptrunde, als auch am 16. Oktober 1982, bei der 0:1-Niederlage gegen den TSV 1860 München in der 2. Hauptrunde des DFB-Pokal-Wettbewerbs, zum Einsatz. Auch in der 1. Hauptrunde am 2. September 1984, bei der 3:5-Niederlage gegen die SG Wattenscheid 09, hatte er sein Können in diesem Wettbewerb unter Beweis stellen können.
Danach spielte er eine Saison lang für den Landesligisten SV Türk Gücü München in der Staffel Süd. Von 1987 bis 1989 war er als Spielertrainer für den FC Wacker München in der Amateur-Oberliga Bayern aktiv und in der Saison 1994/95 als Trainer des Landesligisten SC Fürstenfeldbruck.

### Auswahl-/Nationalmannschaft
Als Spieler des SC Fürstenfeldbruck gehörte er der Auswahlmannschaft des Bayerischen Fußball-Verbandes an, mit der er am 1. Mai 1980 in Bocholt den Länderpokal mit dem 4:2-Sieg über die Auswahlmannschaft des Landesverbandes Niederrhein gewann. Durch einen in der 33. Minute verwandelten Handelfmeter brachte er seine Auswahl mit 3:0 in Führung.
Ebenso als Spieler des SC Fürstenfeldbruck wurde er von DFB-Trainer Erich Ribbeck in die Amateurnationalmannschaft berufen, für die er am 10. Oktober 1979 in Helsinki, beim torlosen Remis im Olympia-Qualifikationsspiel gegen die Auswahl Finnlands, debütierte und als Libero im Verbund mit Vorstopper Roland Dickgießer vom SV Waldhof Mannheim einer der Erfolgsgaranten des Spieles war. Sein zweites Länderspiel bestritt er am 31. Oktober 1979 in Osnabrück, das gegen die B-Auswahl der Sowjetunion mit 1:3 verloren wurde.
Sein letztes Länderspiel für diese Auswahlmannschaft war zugleich auch das 154. und letzte einer deutschen Amateurnationalmannschaft. Mit Spielern wie Valentin Herr, Hans-Jörg Stiller, Karl Richter, Roland Dickgießer, Uwe Eplinius, Dieter Kohnle, Ralf Obermüller, Michael Grünewald, Klaus Gahr und Arno Wolf vermochte er als Abwehrchef die 0:1-Niederlage gegen die Auswahl Norwegens am 14. November 1979 in Baunatal nicht zu verhindern.
Damit beendete der DFB den Versuch, mit den sogenannten „Olympia-Amateuren“ aus der Bundesliga und Zweiten Liga gegen die „Staats-Amateure“ aus dem Ostblock konkurrieren zu können, die seit 1952 – weitgehend mit A-Nationalmannschaften – sämtliche olympische Goldmedaillen errungen hatten. Die Konzeption war immer umstritten gewesen und hatte sich am Rande der Amateur-Legalität bewegt. Die geistigen Väter der kühnen Konstruktion rechtfertigten sich damit, dass der Ostblock ja noch viel weniger Hemmungen an den Tag gelegt hatte und auch andere Sportarten mit der Auslegung des Amateurbegriffs nicht gerade pingelig verfahren waren.

## Sonstiges
Mit 53 Berufungen in die Auswahlmannschaft des Bayerischen Fußball-Verbandes führt Bernhardt die Rekordliste an. 